# Enrico Tellini
Enrico Tellini (ur. 25 sierpnia 1871 w Castelnuovo di Garfagnana, zm. 27 sierpnia 1923 we wsi Zepe k. Leskoviku) – włoski generał i polityk.

## Życiorys
Był synem sędziego. Dzieciństwo spędził w Pontremoli, dokąd skierowano jego ojca. W wieku 13 lat wstąpił do Collegio Militare we Florencji, a po jego ukończeniu studiował w Akademii Wojskowej w Rzymie. Od 1901 służył w sztabie generalnym armii włoskiej w Rzymie. W 1911 wziął udział w wojnie włosko-tureckiej, w randze kapitana. Po zakończeniu działań wojennych został awansowany na majora i mianowany attaché wojskowym w ambasadzie włoskiej w Wiedniu.
W czasie I wojny światowej walczył na froncie włoskim. W bitwie pod Caporetto w 1917 został ranny i wzięty do niewoli. Po zakończeniu działań wojennych otrzymał awans na generała i został skierowany do włoskiego garnizonu, stacjonującego we Wlorze. Kiedy Rada Ambasadorów w 1922 podjęła decyzję o demarkacji granicy grecko-albańskiej na teren sporny skierowano komisję działającą z ramienia Ligi Narodów, której kierownictwo objął gen. Tellini. Komisja zebrała się po raz pierwszy w marcu 1922 w Paryżu. W maju 1923 komisja wyjechała do Albanii, gdzie miała zebrać niezbędne dane do przeprowadzenia demarkacji.

## Okoliczności śmierci
27 sierpnia 1923 członkowie komisji wyruszyli z Janniny do Kakaviji w konwoju złożonym z dwóch samochodów. O godzinie 9.10 w pobliżu wsi Zepe k. Leskoviku konwój zatrzymało kilka drzew, leżących na drodze. Jako pierwsi z samochodu wysiedli kierowca i tłumacz i zostali ostrzelani z broni palnej przez nieznanych sprawców. Obaj zginęli na miejscu, podobnie jak znajdujący się w samochodzie dr Luigji Corti. Adiutant generała Mario Bonacini próbował ukryć się za samochodem, a gen. Tellini strzelając z pistoletu próbował dobiec do pobliskiego lasu. Zanim tam dotarł zginął od strzału w plecy. Sprawców nigdy nie ujęto, ale o zabójstwo Włosi oskarżyli stronę grecką, która miała utrudniać pracę nad przeprowadzeniem delimitacji. Grecy obciążali odpowiedzialnością za incydent bandytów albańskich, działających na pograniczu. 31 sierpnia 1923 w ramach retorsji armia włoska dokonała ataku na wyspę Korfu, należącą do Grecji.

## Pamięć
W 1933, w miejscu śmierci generała wzniesiono jego pomnik, dłuta Odhise Paskaliego. Po dojściu komunistów do władzy pomnik został zniszczony.